# Per Beckman
Per Frithiof Beckman, född 11 juli 1913 i Vissefjärda i Småland, död den 8 juli 1989, var en svensk konstnär, illustratör och författare. Han var bror till Anders Beckman och Eyvind Beckman.

## Biografi
Beckman, som utbildade sig vid Högre konstindustriella skolan 1931–35 och Konstakademien 1937–38 i Stockholm, var lärare 1943–80 och rektor 1967–80 på Anders Beckmans skola. 
Han gjorde bland annat illustrationer till affischer, böcker och bokomslag. I barnbokssammanhang samarbetade han ofta med sin hustru Kaj Beckman. Beckman är representerad på Nationalmuseum.
Beckman var son till bankkamrer Frithiof Beckman och Magdalene f. Faye-Hansen. Fadern Frithiof var brorson till Anders Fredrik Beckman och således kusin med Ernst Beckman.